# 雑所得
雑所得（ざつしょとく）とは、所得税における課税所得の区分の一つであって、利子所得、配当所得、不動産所得、事業所得、給与所得、退職所得、山林所得、譲渡所得および一時所得のいずれにも該当しない所得をいう（所得税法35条）。

## 雑所得の例
所得税法基本通達35-1,2に例示されている。事業所得と雑所得の境目が曖昧だったが、2022年分から通達が改正になった。詳細は事業所得を参照。
公的年金等の雑所得
- 年金や恩給などの公的年金等（遺族年金や障害年金は非課税）

業務に係る雑所得
- 著述家や作家以外の人が受ける原稿料や印税、講演料や放送謝金など（本業の場合は事業所得）
- アフィリエイトの収入やインターネットオークションの売金（生活用動産は非課税）
- 営利を目的とした継続的な副業（事業所得になる場合もあり）
- 営利を目的として継続的に行う資産の譲渡から生ずる所得（暗号資産などが該当。事業所得になる場合もあり）

その他の雑所得
- 生命保険契約等の個人年金保険[4]
- 譲渡所得ではなく、株式等に係る譲渡所得等ではなく、先物取引に係る雑所得等でもない、資産の譲渡から生ずる所得。営利を目的として継続的な場合は、事業所得もしくは業務に係る雑所得となる。譲渡所得の基因となる資産（詳細は所得税基本通達33-1[5]を参照）は除外。以下のような物が該当する。
  - ビットコイン等の暗号資産を売却又は使用することによる利益
  - 外貨建預貯金の為替差益（利子は利子所得）
- 非営業用貸金の利子
- 税務署等からの還付加算金

先物取引に係る雑所得等（申告分離課税）
- 差金決済のデリバティブ取引（先物取引・オプション取引・外国為替証拠金取引・差金決済取引など）に関わる所得

## 課税方式
雑所得の金額（総合課税分）は、2020年分以後次の3種類の合計額である。
公的年金等の雑所得
公的年金等の雑所得 = 収入金額 − 公的年金等控除額
業務に係る雑所得
業務に係る雑所得 = 総収入金額 − 必要経費
その他の雑所得
その他の雑所得 = 総収入金額 − 必要経費
雑所得は、特例に該当するものを除き総合課税とされる。他の所得と合算されて総所得金額へ集約される。赤字であっても、他の所得の金額から控除することはできない（損益通算できない）が、内部通算は可能である。

## 業務に係る雑所得
業務に係る雑所得とは、以下の3条件全てを満たすものであり、そうで無いものはその他の雑所得に分類される。
1. 副業である
2. 営利を目的とする
3. 継続的である

営利目的の業務は、事業所得、業務に係る雑所得、その他の雑所得の3つに分かれる。2022年分より事業所得かどうかの判定基準の通達が変更になったが、詳細は事業所得を参照。
申告上のルール
2021年分までは、以下のルールとなっている。
- 発生主義：売掛金も収入金額に含める。
- 帳簿不要：収入金額（売上）と所得（利益）だけを申告すれば良い。

2022年分より、2年前の業務に係る雑所得の収入金額に応じて以下のようなルールが設けられた。判定基準は必要経費を引く前の収入金額である。売上原価（仕入）は必要経費に含まれる（所得税法第37条）。
300万円以下の場合
現金主義による所得計算の特例が認められる。通常は発生主義として、売掛金が発生した時点で所得に含めないといけないが、現金主義として入金があった時点で所得に含めても良い。逆に300万円超は発生主義にしないといけない。（所得税法施行令第196条の3）
この現金主義で所得計算をするにあたっては、青色申告の不動産所得および事業所得とは違い、「現金主義による所得計算の特例を受けることの届出書」を提出する必要がない。
300万円超の場合
現金預金取引等関係書類（領収書など）を5年間保存しないといけない。事業所得等と同様になった。
1,000万円超の場合
総収入金額および必要経費の内容を記載した書類を確定申告書に添付しなければならない。所得税法第120条6項に事業所得等の白色申告での必要書類が規定されているが、その条文に雑所得が追加になり、白色申告と同じ収支内訳書などが必要となる。現金預金取引等関係書類以外に、法令上帳簿の記帳・保存義務は課されていない。
また課税期間の基準期間における課税売上高が1,000万円を超えるなどの場合、同1,000万円以内でも適格請求書発行事業者などの場合には、事業所得ではなくとも、消費税法の定める事業に該当するときは、消費税を申告し納付しないといけない。そして消費税の課税事業者は、消費税法の規定で帳簿及び請求書等（2023年10月以後はインボイス等）の7年間の保存が必要。

## 公的年金等控除額
上記のうち公的年金については、通常必要経費は存在しない。しかし、高齢者の生計維持等の社会的要請から、特別に控除額の規定が設けられているといえる。
| 公的年金等の 収入金額 | 公的年金等の雑所得以外の 合計所得金額が1,000万円以下 | 公的年金等の雑所得以外の 合計所得金額が1,000万円以下 | 公的年金等の雑所得以外の 合計所得金額が 1,000万円超2,000万円以下 | 公的年金等の雑所得以外の 合計所得金額が 1,000万円超2,000万円以下 | 公的年金等の雑所得以外の 合計所得金額が 2,000万円超 | 公的年金等の雑所得以外の 合計所得金額が 2,000万円超 |
| 公的年金等の 収入金額 | 65歳未満の控除額                                     | 65歳以上の控除額                                     | 65歳未満の 控除額                                                | 65歳以上の 控除額                                                | 65歳未満の 控除額                                   | 65歳以上の 控除額                                   |
| --------------------- | ---------------------------------------------------- | ---------------------------------------------------- | ---------------------------------------------------------------- | ---------------------------------------------------------------- | --------------------------------------------------- | --------------------------------------------------- |
| 130万円未満           | 60万円                                               | 110万円                                              | 左記の各控除額より、 一律10万円を減額した額。                    | 左記の各控除額より、 一律10万円を減額した額。                    | 左記の各控除額より、 一律20万円を減額した額。       | 左記の各控除額より、 一律20万円を減額した額。       |
| 330万円未満           | 収入金額 × 25% + 27.5万円                            | 110万円                                              | 左記の各控除額より、 一律10万円を減額した額。                    | 左記の各控除額より、 一律10万円を減額した額。                    | 左記の各控除額より、 一律20万円を減額した額。       | 左記の各控除額より、 一律20万円を減額した額。       |
| 410万円未満           | 収入金額 × 25% + 27.5万円                            | 収入金額 × 25% + 27.5万円                            | 左記の各控除額より、 一律10万円を減額した額。                    | 左記の各控除額より、 一律10万円を減額した額。                    | 左記の各控除額より、 一律20万円を減額した額。       | 左記の各控除額より、 一律20万円を減額した額。       |
| 770万円未満           | 収入金額 × 15% + 68.5万円                            | 収入金額 × 15% + 68.5万円                            | 左記の各控除額より、 一律10万円を減額した額。                    | 左記の各控除額より、 一律10万円を減額した額。                    | 左記の各控除額より、 一律20万円を減額した額。       | 左記の各控除額より、 一律20万円を減額した額。       |
| 1,000万円以下         | 収入金額 × 5% + 145.5万円                            | 収入金額 × 5% + 145.5万円                            | 左記の各控除額より、 一律10万円を減額した額。                    | 左記の各控除額より、 一律10万円を減額した額。                    | 左記の各控除額より、 一律20万円を減額した額。       | 左記の各控除額より、 一律20万円を減額した額。       |
| 1,000万円超           | 一律195.5万円                                        | 一律195.5万円                                        | 左記の各控除額より、 一律10万円を減額した額。                    | 左記の各控除額より、 一律10万円を減額した額。                    | 左記の各控除額より、 一律20万円を減額した額。       | 左記の各控除額より、 一律20万円を減額した額。       |

2020年分以後、公的年金等の雑所得と給与所得との合計額が10万円を超える場合には、給与所得の計算上所得金額調整控除（最大10万円）がある。
| 公的年金等の収入金額 | 65歳未満の控除額          | 65歳以上の控除額          |
| -------------------- | ------------------------- | ------------------------- |
| 70万円未満           | 収入金額                  | 収入金額                  |
| 120万円未満          | 70万円                    | 収入金額                  |
| 130万円未満          | 70万円                    | 120万円                   |
| 330万円未満          | 収入金額 × 25% + 37.5万円 | 120万円                   |
| 410万円未満          | 収入金額 × 25% + 37.5万円 | 収入金額 × 25% + 37.5万円 |
| 770万円未満          | 収入金額 × 15% + 78.5万円 | 収入金額 × 15% + 78.5万円 |
| 770万円以上          | 収入金額 × 5% + 155.5万円 | 収入金額 × 5% + 155.5万円 |

## 家内労働者等の必要経費の特例
事業所得および雑所得において、以下の3条件を全て満たす場合、
1. 家内労働者等（家内労働法に規定する家内労働者や、外交員、集金人、電力量計の検針人のほか、特定の者に対して継続的に人的役務の提供を行うことを業務とする人）
2. 給与の収入金額が65万円未満
3. 経費が65万円未満

下記金額の大きい方を経費金額とすることが出来る。
1. 65万円 - 給与に係る給与所得控除額。
2. 事業所得や雑所得の実際にかかった経費

ただし、経費は事業所得や公的年金等以外の雑所得の収入金額を超えてはならない。また、2020年分～2024年分においては、上記65万円は55万円であった。

## 金融商品

### 先物取引に係る雑所得等の課税の特例
先物取引、オプション取引、カバードワラント、外国為替証拠金取引（FX）、差金決済取引（CFD）は、「先物取引に係る雑所得等」として所得税15.315%、住民税5%の申告分離課税である。外国為替証拠金取引は、2005年7月から取引所取引（くりっく365）が対象で、店頭取引は2012年（平成24年）分以後が申告分離課税となった。2025年分より、所得が9億9000万円を超える場合は、所得税が（所得 - 3億3000万円）×22.9725%になる。
デリバティブ取引であっても、特例として許可されている金融商品以外は全て特例の対象外で総合課税であり、2023年現在、スワップション、クレジットデリバティブ、外国市場デリバティブ取引、日本国内の金融機関・証券会社以外との店頭デリバティブ取引・店頭商品デリバティブ取引、暗号資産の取引などは特例の対象外。
先物取引が雑所得ではなく事業所得であったとしても申告分離課税の対象ならば「先物取引に係る雑所得等」の扱いとなる。
「先物取引に係る雑所得等」は特定口座による源泉徴収の対象外のため確定申告が必要。損失は「先物取引に係る雑所得等」の中で3年間の繰り越し控除が出来る。「上場株式等に係る譲渡所得等」とは合算できない。

### 割引債の償還差益
割引債の償還差益は2016年以後発行分から「上場株式等に係る譲渡所得等」または「一般株式等に係る譲渡所得等」として所得税15.315%、住民税5%の申告分離課税となった（同族会社の株主等が支払いを受けるものは雑所得の総合課税）。それ以前のものは、特定のものが、所得税が18.378%や16.336%の源泉分離課税である。

### 金融類似商品
定期積金の給付補てん金、抵当証券の利息、金投資口座（金貯蓄口座）の利益、為替予約付外貨預金の為替差益などの金融類似商品の収益は、所得税15.315%、住民税5%の源泉分離課税である。

## 確定申告不要
年末調整を受けた給与所得者の雑所得の金額が20万円を超えると、確定申告する義務がある。所得税法第121条1項1号によると、給与所得及び退職所得以外の所得金額が20万円以下なら確定申告してもしなくてもよい。公的年金等の収入金額が400万円以下の納税者は、その他の所得が20万円以下の場合には同様に確定申告をする必要はない。いずれも他に所得があったり、所得控除等を受けるために確定申告をする場合を除く。また、所得税の申告義務は免除されても住民税の申告義務は免除されない。